# مقبرة 18
المقبرة رقم 18 والمعروفة علمياً بالرمز KV18 تقع في وادي الملوك في مصر، كان مخصصة كمدفن للفرعون رمسيس العاشر من الأسرة العشرين، ولكن يبدو أنها هُجِرَتْ بينما كانت لا تزال غير مكتملة ولأنه لم يعثر على معدات جنائزية إطلاقًا، لذا لانعرف بشكل مؤكد هل استخدمت كمدفن له أم لا.
يتكون القبر من مدخل وقسمين من ممر تفصل بينهما بوابات. استخدم هوارد كارتر المدخل في أوائل القرن العشرين كموقع لأول مولد كهرباء في الوادي. كما طُليَت بعض جدران الممر باللون الأبيض. يمتد الممر داخل منحدر التل لمسافة حوالي 43 مترًا، ثم ينتهي عند صخرة حيث نُحتت سلسلة من الدرجات الوعرة.
لا يُعرف سوى القليل جدًا عن هذا القبر، وقد نظف الجزء الأخير من الممر من أنقاض كثيرة كانت قد ملأته.

## روابط خارجية
- مشروع رسم خرائط طيبة: KV18 - يتضمن وصفًا وصورًا ومخططات للمقبرة.